# (6951) 1985 DW1
(6951) 1985 DW1 là một tiểu hành tinh vành đai chính. Nó được phát hiện bởi Henri Debehogne ở Đài thiên văn La Silla ở Chile ngày 16 tháng 2 năm 1985.